# Alec Burks
Alec Burks (Grandview, 20 luglio 1991) è un cestista statunitense, professionista nella NBA con i Miami Heat.

## Carriera
È stato selezionato dagli Utah Jazz al primo giro del Draft NBA 2011 (12ª scelta assoluta).

## Statistiche

### NCAA
| Anno      | Squadra            | PG | PT | MP   | TC%  | 3P%  | TL%  | RP  | AP  | PRP | SP  | PP   |
| --------- | ------------------ | -- | -- | ---- | ---- | ---- | ---- | --- | --- | --- | --- | ---- |
| 2009-2010 | Colorado Buffaloes | 30 | 30 | 30,2 | 53,8 | 35,2 | 77,2 | 5,0 | 1,8 | 1,2 | 0,4 | 17,1 |
| 2010-2011 | Colorado Buffaloes | 38 | 37 | 31,4 | 46,9 | 29,2 | 82,5 | 6,5 | 2,9 | 1,1 | 0,3 | 20,5 |
| Carriera  | Carriera           | 68 | 67 | 30,9 | 49,5 | 31,3 | 80,4 | 5,8 | 2,4 | 1,1 | 0,4 | 19,0 |

#### Massimi in carriera
- Massimo di punti: 36 vs Missouri (8 gennaio 2011)[1]
- Massimo di rimbalzi: 15 vs Iowa State (9 marzo 2011)
- Massimo di assist: 6 (3 volte)
- Massimo di palle rubate: 6 vs Yale (29 dicembre 2009)
- Massimo di stoppate: 3 vs Tulsa (2 gennaio 2010)
- Massimo di minuti giocati: 39 vs Nebraska-Lincoln (2 marzo 2010)

### NBA

#### Regular Season
| Anno      | Squadra             | PG  | PT  | MP   | TC%  | 3P%  | TL%  | RP  | AP  | PRP | SP  | PP   |
| --------- | ------------------- | --- | --- | ---- | ---- | ---- | ---- | --- | --- | --- | --- | ---- |
| 2011-2012 | Utah Jazz           | 59  | 0   | 15,9 | 42,9 | 33,3 | 72,7 | 2,2 | 0,9 | 0,5 | 0,1 | 7,2  |
| 2012-2013 | Utah Jazz           | 64  | 0   | 17,8 | 42,0 | 35,9 | 71,3 | 2,3 | 1,4 | 0,5 | 0,2 | 7,0  |
| 2013-2014 | Utah Jazz           | 78  | 12  | 28,1 | 45,7 | 35,0 | 74,8 | 3,3 | 2,7 | 0,9 | 0,2 | 14,0 |
| 2014-2015 | Utah Jazz           | 27  | 27  | 33,3 | 40,3 | 38,2 | 82,2 | 4,2 | 3,0 | 0,6 | 0,2 | 13,9 |
| 2015-2016 | Utah Jazz           | 31  | 3   | 25,7 | 41,0 | 40,5 | 75,2 | 3,5 | 2,0 | 0,6 | 0,1 | 13,3 |
| 2016-2017 | Utah Jazz           | 42  | 0   | 15,5 | 39,9 | 32,9 | 76,9 | 2,9 | 0,7 | 0,4 | 0,1 | 6,7  |
| 2017-2018 | Utah Jazz           | 64  | 1   | 16,5 | 41,1 | 33,1 | 86,3 | 3,0 | 1,0 | 0,6 | 0,1 | 7,7  |
| 2018-2019 | Utah Jazz           | 17  | 0   | 15,8 | 41,2 | 37,2 | 86,8 | 1,6 | 1,2 | 0,4 | 0,2 | 8,4  |
| 2018-2019 | Cleveland Cavaliers | 34  | 24  | 28,8 | 40,0 | 37,8 | 80,6 | 5,5 | 2,9 | 0,7 | 0,5 | 11,6 |
| 2018-2019 | Sacramento Kings    | 13  | 0   | 9,7  | 45,0 | 0,0  | 80,0 | 1,7 | 0,8 | 0,6 | 0,1 | 1,7  |
| 2019-2020 | G.S. Warriors       | 48  | 18  | 29,0 | 40,6 | 37,5 | 89,7 | 4,7 | 3,1 | 1,0 | 0,4 | 16,1 |
| 2019-2020 | Philadelphia 76ers  | 18  | 1   | 20,2 | 46,1 | 41,6 | 82,9 | 3,1 | 2,1 | 0,7 | 0,0 | 12,2 |
| 2020-2021 | N.Y. Knicks         | 49  | 5   | 25,6 | 42,0 | 41,5 | 85,6 | 4,6 | 2,2 | 0,6 | 0,3 | 12,7 |
| 2021-2022 | N.Y. Knicks         | 81  | 44  | 28,6 | 39,1 | 40,4 | 82,2 | 4,9 | 3,0 | 1,0 | 0,3 | 11,7 |
| 2022-2023 | Detroit Pistons     | 51  | 8   | 22,0 | 43,6 | 41,4 | 81,4 | 3,1 | 2,2 | 0,7 | 0,2 | 12,8 |
| 2023-2024 | Detroit Pistons     | 43  | 0   | 21,0 | 39,4 | 40,1 | 90,3 | 2,6 | 1,6 | 0,5 | 0,3 | 12,6 |
| 2023-2024 | N.Y. Knicks         | 23  | 1   | 13,5 | 30,7 | 30,1 | 72,7 | 1,7 | 0,9 | 0,3 | 0,0 | 6,5  |
| 2024-2025 | Miami Heat          | 49  | 14  | 17,6 | 42,4 | 42,5 | 77,6 | 2,5 | 1,1 | 0,6 | 0,1 | 7,3  |
| Carriera  | Carriera            | 791 | 158 | 22,2 | 41,5 | 38,6 | 80,5 | 3,3 | 1,9 | 0,7 | 0,2 | 10,6 |

#### Play-off
| Anno     | Squadra            | PG | PT | MP   | TC%  | 3P%  | TL%  | RP  | AP  | PRP | SP  | PP   |
| -------- | ------------------ | -- | -- | ---- | ---- | ---- | ---- | --- | --- | --- | --- | ---- |
| 2012     | Utah Jazz          | 4  | 0  | 15,8 | 25,0 | 0,0  | 85,7 | 2,8 | 0,8 | 0,5 | 0,0 | 6,5  |
| 2018     | Utah Jazz          | 9  | 0  | 13,3 | 46,9 | 45,0 | 86,7 | 2,7 | 1,9 | 0,4 | 0,1 | 9,1  |
| 2020     | Philadelphia 76ers | 4  | 0  | 23,8 | 32,7 | 18,8 | 77,8 | 3,8 | 1,8 | 0,3 | 0,8 | 10,5 |
| 2021     | N.Y. Knicks        | 5  | 0  | 25,6 | 42,9 | 33,3 | 73,7 | 5,0 | 2,6 | 0,2 | 0,0 | 14,0 |
| 2024     | N.Y. Knicks        | 6  | 0  | 20,2 | 50,0 | 42,9 | 84,4 | 3,3 | 1,0 | 0,2 | 0,2 | 14,8 |
| 2025     | Miami Heat         | 1  | 1  | 15,0 | 66,7 | 66,7 | -    | 2,0 | 2,0 | 0,0 | 0,0 | 6,0  |
| Carriera | Carriera           | 29 | 1  | 18,7 | 41,6 | 36,6 | 82,0 | 3,3 | 1,7 | 0,3 | 0,2 | 10,9 |

#### Massimi in carriera
- Massimo di punti: 34 (3 volte)[2]
- Massimo di rimbalzi: 14 vs Oklahoma City Thunder (18 novembre 2014)
- Massimo di assist: 9 (2 volte)
- Massimo di palle rubate: 5 (3 volte)
- Massimo di stoppate: 3 (3 volte)
- Massimo di minuti giocati: 43 vs Chicago Bulls (2 dicembre 2021)

### G League
| Anno      | Squadra      | PG | PT | MP   | TC%  | 3P%  | TL%  | RP  | AP  | PRP | SP  | PP   |
| --------- | ------------ | -- | -- | ---- | ---- | ---- | ---- | --- | --- | --- | --- | ---- |
| 2016-2017 | S.L.C. Stars | 1  | 1  | 20,7 | 29,4 | 12,5 | 66,7 | 5,0 | 3,0 | 1,0 | 0,0 | 13,0 |
| Carriera  | Carriera     | 1  | 1  | 20,7 | 29,4 | 12,5 | 66,7 | 5,0 | 3,0 | 1,0 | 0,0 | 13,0 |